# Josh Rodriguez
Joshua Joel Rodriguez (né le 18 décembre 1984 à Houston, Texas, États-Unis) est un joueur américain de baseball sous contrat avec les Mets de New York de la Ligue majeure.

## Biographie

### Carrière scolaire et universitaire
Après des études secondaires à la South Houston High School de Houston (Texas), Josh Rodriguez est drafté en juin 2003 par les Athletics d'Oakland au 39e tour de sélection. Il repousse l'offre et suit des études supérieures à l'Université Rice où il porte les couleurs des Rice Owls de 2004 à 2006. Avec les Owls, il frappe 0,306 en première année, 0,345 en deuxième puis 0,344 en troisième.

### Ligues mineures
Rodriguez rejoint les rangs professionnels à l'issue de la draft de juin 2006 au cours de laquelle il est sélectionné par les Indians de Cleveland au deuxième tour. Il perçoit un bonus de 625 000 dollars à la signature de son premier contrat professionnel. 
Il passe cinq saisons en Ligues mineures au sein de l'organisation des Indians avec les Mahoning Valley Scrappers (A-, 2006), les Kinston Indians (A, 2007), les  Akron Aeros (AA, 2008-2010) et les Columbus Clippers (AAA, 2010). Il joue 86 parties en Triple-A pour une moyenne au bâton de 0,293.
Encore joueur de Ligues mineures, il est transféré chez les Pirates de Pittsburgh le 9 décembre 2010 via le repêchage de règle 5.

### Ligue majeure
Rodriguez fait ses débuts en Ligue majeure le 5 avril 2011. Il est utilisé comme coureur suppléant lors d'une partie contre les Cardinals de Saint-Louis. Il ne joue que 7 matchs pour Pittsburgh en 2011 et obtient au passage son premier coup sûr, le 21 avril contre le lanceur Chris Volstad des Marlins de la Floride.
Après avoir participé au camp d'entraînement des Pirates en 2012, il signe le 29 mars un contrat des ligues mineures avec les Mets de New York.